# Cirolana quadripustulata
Cirolana quadripustulata là một loài chân đều trong họ Cirolanidae. Loài này được Hurley miêu tả khoa học năm 1957.